# Bigga (Écosse)
Pour les articles homonymes, voir Bigga.
Bigga est une île inhabitée du Royaume-Uni située en Écosse, dans l'archipel des Shetland, dans le détroit de Yell séparant les îles de Mainland et de Yell.

## Géographie
Bigga est une petite île de l'archipel des Shetland baignée par les eaux de la mer de Norvège et plus précisément du détroit de Yell qui sépare l'île éponyme de Mainland,. L'île est entourée par Yell au nord-est, Uynarey au nord, Sligga Skerry et Brother Isle au nord-ouest, Mainland au sud-ouest et Samphrey au sud-est.
Bigga est de forme allongée, orientée nord-nord-ouest-sud-sud-est et les côtes majoritairement rocheuses forment parfois des falaises et des caps : Easter Land Taing au nord, Wester Land Taing au nord-ouest et Point of Sheetsbrough à l'est. Le relief est composé de deux collines culminant à 25 et 34 mètres d'altitude reliées par un isthme peu marqué mais délimitant néanmoins deux criques dans le Nord de l'île : Easter Hevda Wick et Wester Hevda Wick. L'île ne possède aucun cours d'eau ni lac et sa seule végétation est formée de prés et de landes.
Les seules constructions de l'île sont composées d'un cairn dans le Nord et de murs en pierre autour d'une chapelle en ruine dans le Sud. L'île est divisée pour moitié entre les paroisses de Yell et de Delting et fait partie du council area des Shetland. La ligne du ferry reliant Ulsta sur Yell à Toft sur Mainland passe à proximité de la pointe Sud-Est de Bigga.

## Histoire
L'île, aujourd'hui inhabitée, était peuplée de quelques familles vivant de l'élevage de vaches noires et de moutons.
Les restes d'un voilier allemand échoué en 1870 sur Bigga alors qu'il transporte dans le Sunderland en Angleterre du matériel de la mine de charbon de Christiania (aujourd'hui Oslo) en Norvège sont retrouvés en 2005.